# Zemmix
Zemmix is een handelsmerk van de Zuid-Koreaanse elektronicaonderneming Daewoo Electronics Co., Ltd.. Heden is de merknaam Zemmix niet langer in gebruik.
Onder de naam Zemmix bracht Daewoo een reeks van spelcomputers uit die compatibel waren met de MSX-(home)computerstandaard en werden tussen 1984 en 1995 gefabriceerd. Officieel waren de spelcomputers enkel bestemd voor de lokale, Koreaanse markt en werden niet buiten Zuid-Korea verkocht.

## Hardware

### Spelcomputers
- CPC-50 (Zemmix I) (MSX-compatible)
- CPC-51 (Zemmix V) (MSX-compatible)
- CPC-61 (Zemmix Super V) (MSX 2-compatible)
- CPG-120 (Zemmix Turbo) (MSX 2-compatible)

### Randapparatuur
Overige producten onder de merknaam Zemmix waren o.a. joysticks, keyboards, een MSX2 upgrade set, een pc-kaart en MSX geheugenuitbreidingen

## Software
Koreaanse softwareontwikkelaars die software ontwikkelden voor de Zemmix spelcomputer:
- Boram
- Prosoft
- Topia
- Zemina